# Метростанция „Хан Кубрат“
Метростанция „Хан Кубрат“ е станция от линия М2 на Софийското метро, въведена в експлоатация на 31 август 2012 г.

## Местоположение
Метростанцията се намира под бул. „Ломско шосе“ на кръстовището с ул. „Хан Кубрат“ между кв. „Триъгълника“ и ж.к. „Лев Толстой“. Станцията има два подземни вестибюла и общо 4 вход/изхода.
| № | Име на вход/изход | Достъпност |
| - | ----------------- | ---------- |
| 1 | ж.к. Надежда 1    | асансьор   |
| 2 | ж.к. Надежда 2    | асансьор   |
| 3 | ж.к. Лев Толстой  |            |
| 4 | кв. Триъгълника   |            |

## Архитектурно оформление
Архитект на станцията е Славей Гълъбов. Стените и пода на станцията са облицовани с гранитогрес в жълти и зелени тонове. В средата на тавана, над пътните коловози е поставен орнамент, подчертаващ огънатия характер на станцията. Това се постига чрез редуване на вдлъбнати и изпъкнали линии с различни радиуси, очертани по цялата дължина на перона, разположени по стените, пода и тавана. Осветлението на станцията се осъществява от светеща надлъжна модулна тръба, която има предназначението и на инсталационен колектор. Таваните на подлезите също са с окачена конструкция от алуминиеви панели, които цветово и композиционно следват същия принцип на орнаменти.
Станцията е със странични перони, разположена в крива, подземна е и е безколонен тип. Дълбочина на заложението е 14 – 15 m. Между станцията и метростанция „Княгиня Мария Луиза“ е изградена заготовка за отклонението на линия М5 в посока кв. „Илиянци“.

## Връзки с градския транспорт

### Автобусни линии
Метростанция „Хан Кубрат“ се обслужва от 3 автобусни линии от дневния градски транспорт и 1 линия от нощния транспорт:
- Автобусни линии от дневния транспорт: 26, 86, 285
- Автобусни линии от нощния транспорт: N2

### Трамвайни линии
Метростанция „Хан Кубрат“ е крайна спирка на 1 трамвайна линия:
- Трамвайни линии: 7